# Lucia Passaniti
Lucia Passaniti est une actrice française de télévision, née le 22 juillet 1997.
Elle est surtout connue pour avoir tenu le rôle principal de la série télévisée A Priori aux côtés de Bruno Salomone, ainsi que pour le rôle de Noémie Matret dans les premières saisons du feuilleton télévisé Ici tout commence.

## Biographie

### Jeunesse
Lucia Passaniti naît le 22 juillet 1997 à Paris.
Elle a une adolescence compliquée marquée par le décès de sa mère : « Quand j'étais petite, ma mère m'aidait beaucoup avec les devoirs. Quand elle est morte, j'ai perdu ce cadre-là [...] Je n'étais pas très heureuse, je ne comprenais pas ce qu'on attendait de moi. ». « Après le décès de ma mère, j'étais totalement perdue. Ma mère était danseuse et actrice. Moi, mon premier truc, c'était la danse. Mais c'est mon père qui m'a poussé à faire du théâtre à 16 ans. Et quand j'ai commencé le cours et que j'ai joué, j'ai eu un déclic immédiat ! Depuis, j'ai le sentiment d'apprendre à connaître ma mère à travers mon métier. Le lien se fait avec elle quand je me découvre artistiquement. ».

### Carrière
Quand elle a 16 ans, Lucia Passaniti intègre l'école de théâtre dirigée par la nouvelle compagne de son père : « Ça a instantanément redonné un sens à ma vie ». Elle explique au journal Le Parisien que « le théâtre l'a sauvée, elle, la timide maladive qui détestait l'école ».
Elle fait ses débuts en tant qu'actrice à l'âge de 17 ans, alors qu'elle est étudiante au Laboratoire de l'Acteur. Elle interprète alors des personnages assez sombres,,.
Au Laboratoire de l'Acteur, Gérard Depardieu fait travailler certains élèves, dont Lucia Passaniti, et décèle le talent de la jeune comédienne : « Bon j'ai rien à dire c'est parfait ! Ce sourire que tu as utilisé dans une scène pourtant violente, c'est vraiment super. Je ne me fais pas de soucis pour toi, théâtre, ciné, télé, tu vas travailler, ça ne fait aucun doute. »,,,,.
Laurence Coudert, qui est son agente depuis ses 17 ans, lui trouve ensuite des rôles à la télévision. Lucia Passaniti apparaît ainsi en 2017 dans un épisode de la série télévisée Joséphine, ange gardien puis, en 2020, dans un épisode de Section de recherches et dans le téléfilm Les Mystères des majorettes, où elle donne la réplique à Isabelle Vitari et Alexandre Varga,,,.
Elle joue ensuite dans le feuilleton quotidien de TF1 Ici tout commence, spin-off de la série  Demain nous appartient : elle y campe le rôle de Noémie Matret, une ancienne étudiante de l'école de cuisine qui décroche sa propre classe,,,.
En mars 2022, elle annonce son départ de la série pour se consacrer à d'autres projets : « C'est un rythme de travail très particulier, qui demande d'être complètement impliqué dedans. Et aujourd'hui j'ai envie d'autre chose. Notamment d'écrire, et de m'essayer à d'autres formats […] J'espère pouvoir revenir de temps en temps, ou au moins une fois, pour jouer une jolie intrigue si on me le propose »,. Elle avait déjà fait part de cette volonté à l'équipe en septembre 2021 : « Ça laissait le temps aux auteurs de planifier la suite pour Noémie et ça nous permettait de tourner ce qui était déjà prévu. ».
En 2025, Lucia Passaniti prête ses traits à Axelle dans la série Rivages sur France 2 avant de devenir la tête d'affiche de la série A Priori sur France 3. Elle y joue Iris, une jeune flic parisienne qui intègre un commissariat du sud de la France, dans la région de Montpellier, et doit travailler avec Victor, un vieux briscard campé par Bruno Salomone,,.  Elle précise : « Le personnage d'Iris est très loin de moi, et heureusement car elle n'est pas fun ! Elle n'a pas d'humour, elle n'aime pas la musique, elle ne boit que de l'eau… ». Concernant son partenaire de jeu Bruno Salomone, elle déclare: « C'est une belle rencontre, on s'aime beaucoup. Bruno est très humain et très chaleureux. J'espère qu'on fera d'autres saisons et même d'autres choses ensemble… ».
Pour dénoncer le snobisme qui existe entre cinéma et télévision, Lucia Passaniti raconte l'anecdote qu'elle a vécue avec Jacques Audiard. À même pas 18 ans, elle se rend à une conférence donnée par le réalisateur : « Je l'ai interpellé en lui demandant pourquoi il n'y avait pas assez de protagonistes féminins dans ses films. Je lui ai dit :  je m'appelle Lucia, j'ai 17 ans, je suis actrice et j'ai trop envie de travailler avec vous ! Il a rigolé et m'a mis un vent en me disant Et ben, travaillez bien ! C'est pas grave car au moins je l'ai fait. Depuis j'ai essayé de l'inviter à venir me voir jouer mais il n'est pas venu. Je n'ai pas dû le marquer... ».

## Filmographie
Sauf indication contraire, les informations mentionnées dans cette section peuvent être confirmées par les bases de données cinématographiques  présentes dans la section « Liens externes ».

### Télévision

#### Séries télévisées
- 2017 : Joséphine, ange gardien (saison 18, épisode 3) : Iris
- 2020 : Les Mystères des majorettes : Lauren
- 2020 : Section de recherches (saison 14, épisode 3) : Vanessa Pelletier
- 2020-2022 : Ici tout commence (saison 1, récurrente saisons 2 et 3) : Noémie Matret
- 2022 : Meurtres à..., épisode L'Oubliée d'Amboise : Lisa Pasquier
- 2025 : Rivages : Axelle Ledun
- 2025 : A Priori : capitaine Iris Villeneuve